# Ламар (Небраска)
Ламар (англ. Lamar) — селище (англ. village) в США, в окрузі Чейс штату Небраска. Населення — 28 осіб (2020).

## Географія
Ламар розташований за координатами 40°34′21″ пн. ш. 101°58′45″ зх. д. / 40.57250° пн. ш. 101.97917° зх. д. (40.572475, -101.979264).  За даними Бюро перепису населення США в 2010 році селище мало площу 0,18 км², уся площа — суходіл. В 2017 році площа становила 0,20 км², уся площа — суходіл.

## Демографія
Згідно з переписом 2010 року, у селищі мешкали 23 особи в 11 домогосподарстві у складі 4 родин. Густота населення становила 126 осіб/км².  Було 12 помешкання (66/км²).
Расовий склад населення:
| - 100,0 % — білих |

До двох чи більше рас належало 0,0 %. Частка іспаномовних становила 0,0 % від усіх жителів.
За віковим діапазоном населення розподілялося таким чином: 17,4 % — особи молодші 18 років, 52,2 % — особи у віці 18—64 років, 30,4 % — особи у віці 65 років та старші. Медіана віку мешканця становила 54,5 року. На 100 осіб жіночої статі у селищі припадало 91,7 чоловіків;  на 100 жінок у віці від 18 років та старших — 111,1 чоловіків також старших 18 років.
Середній дохід на одне домашнє господарство  становив 33 786 доларів США (медіана — 26 250), а середній дохід на одну сім'ю — 30 125 доларів (медіана — 22 143). 
Цивільне працевлаштоване населення становило 22 особи. Основні галузі зайнятості: мистецтво, розваги та відпочинок — 86,4 %, роздрібна торгівля — 9,1 %, транспорт — 4,5 %.